# Hieracium wolczankense
Hieracium wolczankense là một loài thực vật có hoa trong họ Cúc. Loài này được Üksip mô tả khoa học đầu tiên năm 1959.